# Вжосово (Колобжезький повіт)
Вжосово (пол. Wrzosowo, нім. Fritzow) — село в Польщі, у гміні Диґово Колобжезького повіту Західнопоморського воєводства.
Населення — 803 особи (2011).

## Демографія
Демографічна структура станом на 31 березня 2011 року:
|          | Загалом | Допрацездатний вік | Працездатний вік | Постпрацездатний вік |
| -------- | ------- | ------------------ | ---------------- | -------------------- |
| Чоловіки | 404     | 70                 | 301              | 33                   |
| Жінки    | 399     | 61                 | 275              | 63                   |
| Разом    | 803     | 131                | 576              | 96                   |